# Modulador-RF

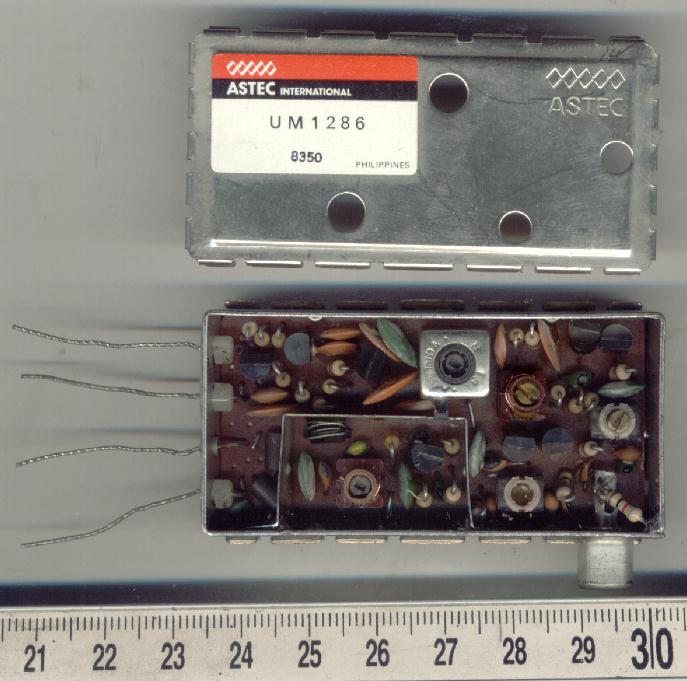
Modulador de radiofreqüència, ASTEC UM 1286 (UHF)

Un modulador de radiofreqüència, modulador-RF o unitat de RF, és un dispositiu electrònic que rep a l'entrada un senyal de banda base que utilitza per a modular una font de radiofreqüència, emeten un senyal modulat de radiofreqüència (a Europa en la banda d'UHF, per motius de compatibilitat amb UK i França).
Els moduladors de RF s'utilitzen per convertir senyals de dispositius com ara reproductors multimèdia, VCRs, consoles de jocs, decodificadors TDT, receptors de satèl·lit, etc.., a un format que pot ser manejat per un dispositiu dissenyat per rebre una entrada RF modulada, com ara un receptor de televisió.

## Característiques

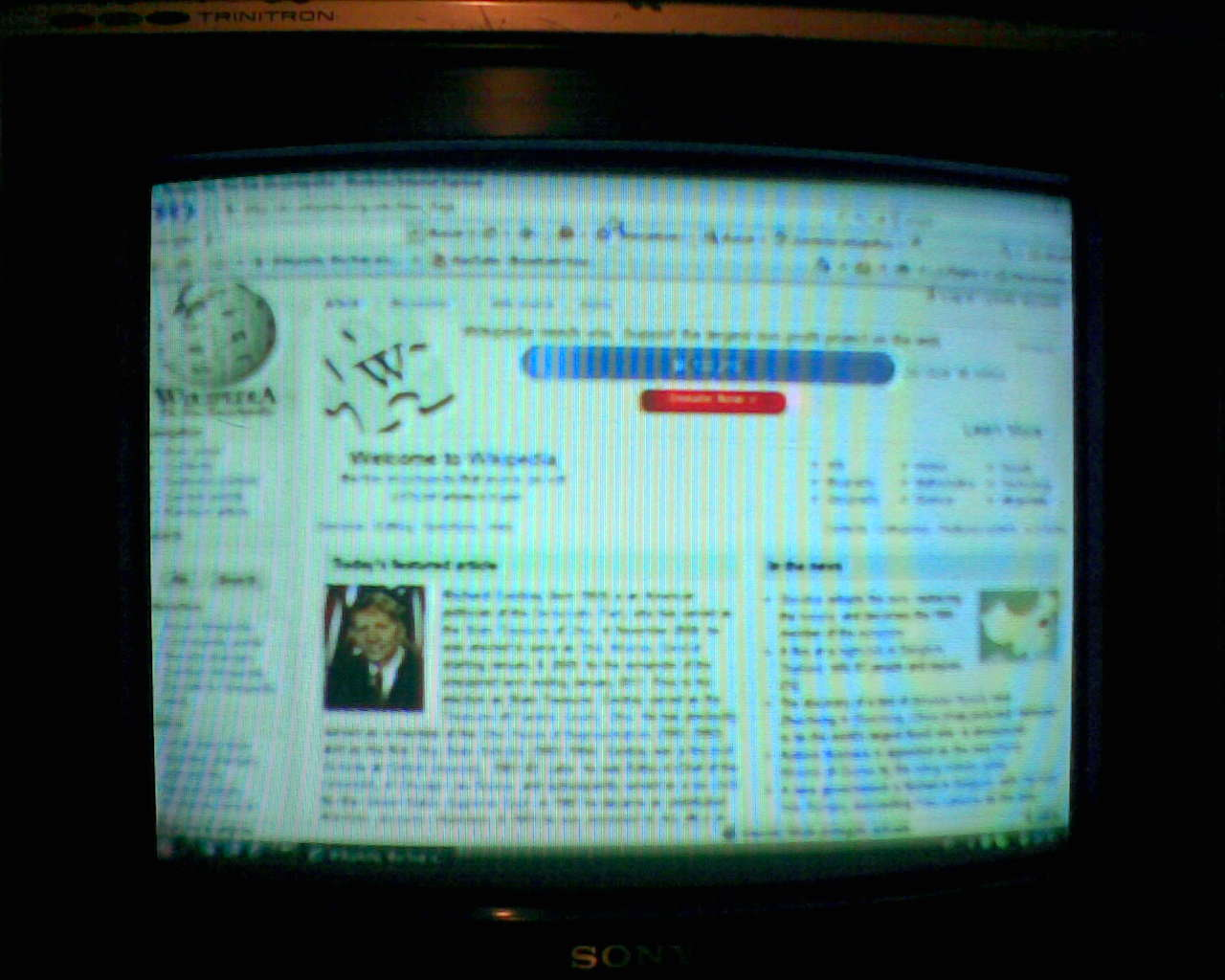
Portada de la Viquipèdia vista en un vell televisor, utilitzant un modulador de RF connectat a una targeta NVIDIA.

Per mostrar informació als primers televisors analògics, les dades s'havien de modular o condicionar, al format esperat pel televisor. Els televisors estaven dissenyats per només acceptar senyals a través del connector d'antena: els senyals s'originen en una estació de TV, es transmeten per l'aire, són llavors rebuts per una antena i s'introdueixen en el televisor. Així, altres equips, com VCR, reproductors DVD o videoconsoles, que volen enviar un senyal a aquest vell televisor han de replicar aquest procés, de fet «fingint» ser un senyal aeri. Tècnicament, això normalment significa combinar les dades amb una ona portadora a una freqüència estandarditzada.
Unitats de RF produeixen una imatge relativament pobra, com la qualitat d'imatge es perd tant durant la modulació des del dispositiu d'origen, com durant la desmodulació al televisor, però el connector d'antena és estàndard en tots els aparells de televisió, fins i tot els d'edat molt avançada. Ja que els models de televisió posteriors inclouen connectors de vídeo compost, S-Video i vídeo per components, que salten els passos de modulació i demodulació, els moduladors de RF ja no s'inclouen com a equip estàndard, i són ara en gran part un producte de tercers, adquirits principalment per utilitzar equips més recent com reproductors DVD en televisors vells.
Una unitat de RF converteix el senyal d'àudio i vídeo des d'una font d'AV compost (vídeo compost PAL o NTSC, RGB, YUV o altres), i genera un senyal d'emissió de RF que pot ser alimentat en el connector d'antena/coaxial d'un televisor.
Els moduladors de RF multicanal s'utilitzen comunament en la distribució d'àudio/vídeo domèstic. Aquests dispositius tenen múltiples entrades d'àudio i vídeo i una sortida de RF. Les sortides d'àudio/vídeo dels dispositius fonts com un reproductor DVD, VCR, o receptor DSS estan connectats a les entrades d'àudio/video al modulador. El modulador està programat per emetre els senyals en una certa freqüència. Aquesta emissió de RF és llavors rebuda pel televisor connectat. Quan el televisor està sintonitzat al canal programat, s'accedeix al senyal d'àudio/vídeo de l'aparell font. La modulació de RF es pot fer difícil en un sistema de CATV. Filtres de pas alt, pas baix, i rebutja banda han de ser utilitzats per bloquejar certes freqüències, o canals, de manera que el modulador pugui emetre el senyal d'àudio/vídeo del dispositiu font en aquest canal.

## Usos

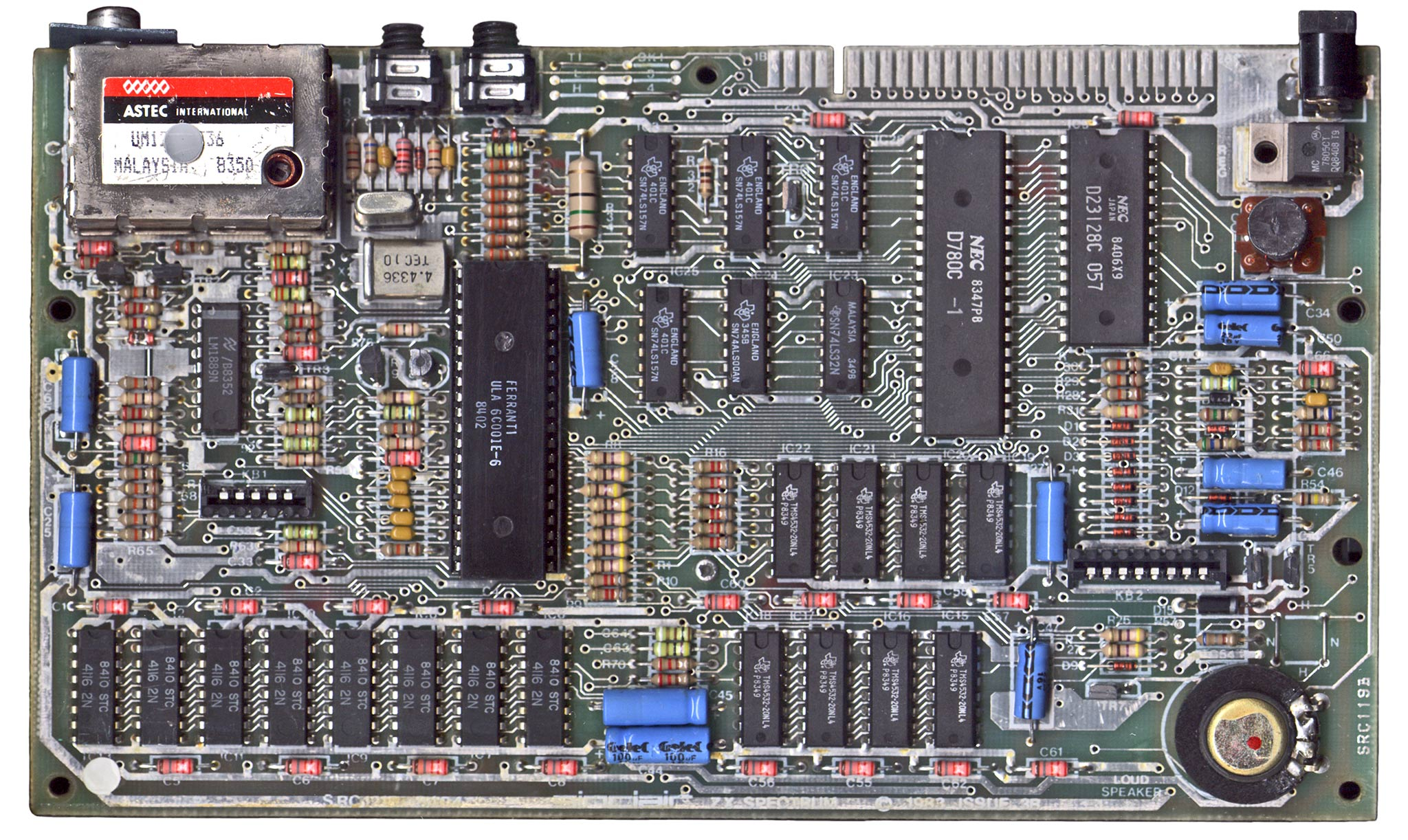
Placa base del Sinclair ZX Spectrum 48K, mostrant la caixa del modulador UHF ASTEC UM1233 E36 a la part superior esquerra.

Moduladors de RF interns es troben normalment en reproductors de vídeo, en consoles de videojoc antics com l'Atari 2600, NES, o Sega Master System, i en microordinadors com el Commodore 64, Atari 800, Sinclair Spectrum i Apple II.
Durant les dècades del 1980 i principis dels 90, era comú per a sistemes de videojocs que no tenien moduladors de RF interns, per proporcionar unitats externes que es connectaven a les clavilles d'antena d'un televisor. Una raó per això és que un dispositiu que emet un senyal de RF en general ha de ser certificat per les autoritats reguladores als EUA, la FCC - i així, tenint un modulador de RF extern, només va ser necessari certificar el modulador, en lloc de tot l'equip.
Moduladors de TV en general tenen passarel·la analògica, volent dir que prenen l'entrada tant del dispositiu com de l'entrada d'antena normal, i l'entrada de l'antena «es transfereix» a la TV, amb pèrdua d'inserció menor a causa de l'aparell afegit. En alguns casos, l'entrada d'antena sempre es passa a través, mentre que en altres casos, l'entrada d'antena s'apaga quan el dispositiu està enviant un senyal, i només el senyal del dispositiu s'envia cap endavant, per reduir la interferència.
A Amèrica del Nord, moduladors de RF generalment transmeten al canal 3 o 4 (VHF), que pot ser seleccionable, encara que les consoles Atari ofereixen els canals 2 i 3. A Europa, els moduladors estàndard utilitzen el canal 36 (UHF) per defecte, però solen ser ajustables sobre una part o la totalitat de la banda UHF.
La modulació del senyal de TV amb so estèreo és relativament complex i la majoria dels moduladors de TV de baix cost generaven un senyal d'àudio monofònic. Fins i tot algunes unitats que tenen dues entrades d'àudio simplement combinem els canals d'àudio esquerre i dret en un senyal d'àudio mono. Alguns utilitzats en els microordinadors més antics no tenien cap capacitat sonora. La majoria dels moduladors més barates (és a dir, no destinats a l'ús professional) no tenen filtratge de banda lateral única.
Unitats de RF d'àudio s'utilitzen en àudio de gamma baixa de cotxes per afegir dispositius com els canviadors de CD sense necessitat d'actualitzacions del maquinari de la consola. Per exemple, la sortida d'auriculars d'un reproductor portàtil de CD està connectada al modulador, el qual emet un senyal de ràdio FM de baixa potència, que es reprodueix a través del ràdio del cotxe. Moduladors de FM de cotxes pateixen de pèrdua de qualitat i problemes d'interferència.